# Método do fator integrante
As equações diferenciais lineares de primeira ordem possuem muitas aplicações e é uma das primeiras classes de equações abordadas nos cursos de EDO. A forma mais geral de uma equação diferencial ordinária, linear e de primeira ordem é {\displaystyle y'+p(x)y=q(x)}, onde {\displaystyle p} e {\displaystyle q} são funções contínuas em um intervalo I.
Observação: Quando q(x)=0 para todo {\displaystyle x}∈I a equação é dita Equação Homogênea.
O Fator Integrante é uma função tal que o produto da EDO por ela faz com que o lado esquerdo da equação possa ser visto como a derivada do produto de duas funções, a saber {\displaystyle y} e o fator integrante, isto é, o Método do Fator Integrante para resolução de EDO lineares de primeira ordem consiste em supor que exista uma função u(x) tal que,
{\displaystyle u(x)y'+u(x)p(x)y=u(x)q(x)}

e além disso
{\displaystyle u(x)y'+u(x)p(x)y={\frac {d}{dx}}(u(x)y)}

Daí, sendo y≠0 e u(x)≠0, temos que:
{\displaystyle u(x)y'+u(x)p(x)y=u(x)y'+u'(x)y} ⇒ {\displaystyle u(x)p(x)=u'(x)}

Logo,
{\displaystyle {\frac {u'(x)}{u(x)}}=p(x)}

Note que, 
{\displaystyle {\frac {d}{dx}}(\ln {u(x)})={\frac {u'(x)}{u(x)}}}

Daí,
{\displaystyle {\frac {d}{dx}}(\ln {u(x)})=p(x)}⇒{\displaystyle \ln {u(x)}=\int p(x)dx+C}, onde C=0.

Portanto, {\displaystyle u(x)=e^{\int p(x)dx}}

Lembrando que:
{\displaystyle {\frac {d}{dx}}(u(x)y)=u(x)q(x)}
Então,
{\displaystyle u(x)y=\int u(x)q(x)dx}
E finalmente obtemos:
{\displaystyle y={\frac {\int u(x)q(x)dx+C}{u(x)}}}

Onde o valor de {\displaystyle u(x)} já foi deduzido.Esta última expressão é chamada solução geral da EDO.